# SCH (rapper)
SCH, vlastním jménem Julien Schwarzer (* 6. dubna 1993 Marseille), je francouzský rapper. Pro jeho hudební tvorbu je charakteristické používání témat jako je smrt, láska nebo bohatství, typické jsou odkazy na hororové a gangsterské filmy a trapové nebo cloud rapové instrumentálky.

## Život

### Mládí a raný život
Julien Schwarzer se narodil ve francouzské čtvrti Saint-Barnabé ve 12. obvodu Marseille otci, který si říkal „Rudolph Otto Schwarzer“, a matce, která byla zdravotní sestrou. Jeho dědeček z otcovy strany pocházel z Berlína. Má starší sestru. Když mu bylo asi deset let, přestěhoval se do Aubagne, konkrétně do čtvrti La Louve. Od svých třinácti let žil sám s matkou a sestrou a kvůli tíživým finančním podmínkám byli nuceni se často stěhovat. V předvečer maturitní zkoušky byl napaden rozbitou lahví a zkoušku tak neudělal. Poté nastoupil do odborného učiliště jako technik chladicí a klimatizační techniky a pracoval v řadě příležitostných zaměstnání.

### Kariéra
S rapováním začal ve 12 letech po zhlédnutí filmu 8 Mile, který popisuje jako „traumatizující“, pod pseudonymem „Schneider“ a své první písně zveřejnil na Skyblogu. Své první texty napsal ve třinácti letech. SCH o sobě říká, že patří ke generaci Eminema a 50 Centa, ale uznává také vliv umělců z otcových nahrávek, jako jsou Joe Dassin a Elton John. V roce 2014 se rozhodl pro pseudonym „SCH“: tři počáteční písmena svého prvního pseudonymu („Schneider“) i svého příjmení („Schwarzer“). V roce 2015 na sebe upozornil účastí na Lacrimově Lacrimově mixtapu R.I.P.R.O Volume I, a to ve skladbách 6,35 a Millions.

## Diskografie

### Studiová alba
- Anarchie (2016)
- Deo Favente (2017)
- JVLIVS : Tome 1 - Absolu (2018)
- Rooftop (2019)
- JVLIVS : Tome 2 - Marché Noir (2021)

### Mixtapy
- A7 (2015)
- Autobahn (2022)

| ALBUM       | VYDÁNO             | NAHRÁVACÍ SPOLEČNOST                             | NEJLEPŠÍ UMÍSTĚNÍ |
| ----------- | ------------------ | ------------------------------------------------ | ----------------- |
| Anarchie    | 27. května 2016    | Braabus Music, Def Jam France, Universal Records | 2                 |
| Deo Favente | 5. května 2017     | Braabus Music, Millenium Capitol                 | 1                 |
| Jvlivs      | 19. října 2018     | Maison Baron Rouge, Warner Music France          | 2                 |
| Rooftop     | 29. listopadu 2019 | Maison Baron Rouge, Warner Music France          | 3                 |
| Jvlivs II   | 19. března 2021    | Maison Baron Rouge, Warner Music France          | 1                 |
| Autobahn    | 21. listopadu 2022 | Warner Music France, Rec 118                     | 1                 |

### A7 (2015)
13. listopadu 2015 vydal SCH svou první mixtape nazvanou A7. Ta obsahuje 14 titulů, z toho dvě kolaborace – jedna s Lacrimem a druhé se Sadekem a Lapso Laps. Dotýká se tematiky násilí, alkoholu, drog a nejistoty. Zmiňuje se také o mafiánském světě, a to hlavně nahrávkou Gomorra, která odkazuje na stejnojmenný seriál, a jejíž videoklip se natáčel v Neapoli, ve čtvrti Scampia, kde je silný vliv neapolské mafie. Na obalu mixtape ukazuje SCH zdvižený prostředníček, gesto, které u něj můžeme zpozorovat pravidelně.
24. listopadu 2015 vydal SCH bonusovou nahrávku Morpheus, aby poděkoval fanouškům za dobrý prodej v prvním týdnu po zveřejnění A7.
V interview v roce 2019 prozradil, že velký vliv na vznik A7 mělo album Or Noir rappera Kaarise.
V listopadu 2021, šest let po jejím vydání, bylo ve Francii prodáno na 500 000 kusů – v historii francouzského rapu dosud nevídaná cifra.

### Anarchie (2016)
27. května 2016 vydal SCH své první studiové album – Anarchie. Na nahrávce Cartine Cartier kolaboroval s italským rapperem Sfera Ebbastem. Album překonalo prodejní rekordy, když v prvním týdnu po zveřejnění prodalo na 25 000 jeho kopií. Celkem se prodalo víc než 210 000 exemplářů.
Ve videoklipu titulu Anarchie, podle kterého je pojmenované celé album, můžeme vidět SCHeho v krvavé lázni, čímž odkazuje na videoklip 3 a.m. od Eminema.

### Deo Favente (2017)
Ke konci roku 2016 opustil SCH nahrávací společnost Def Jam France a přešel k Mileniu, rapové sekci společnosti Capitol. Zároveň zveřejnil nahrávku 6.45i, první ukázku alba druhého studiového alba Deo Favente. To pak bylo vydáno 5. května 2017.
Během propagace alba přišel SCH o svého otce, důležitou osobu objevující se i v jeho hudbě, např. v nahrávce La nuit.
V lednu 2018 založil vlastní nahrávací společnost Maison Baron Rouge.

### JVLIVS (2018)
19. října 2018 zveřejnil SCH své 3. studiové album JVLIVS, první díl trilogie, ve které znovu zachycuje témata velké kriminality, chudoby a vzpomínek na otce. Album obsahuje jen jednu kolaboraci – s Ninhem na nahrávce Prêt à partir.
Jedná se o první album, které vyšlo pod značkou jeho společnosti Maison Baron Rouge.

### Rooftop (2019)
7. listopadu 2019 zveřejnil rapper videoklip k nahrávce R.A.C, první ukázku alba Rooftop, které vyšlo o pár týdnů později, 29. listopadu 2019. Na tomto albu spolupracoval s umělci jako Capo Plaza, Ninho, Rim'K, Gims, Soolking nebo Heuss l'Enfoiré.
Během roku 2020 nevydal SCH žádné další nahrávky, ale pokračoval ve spolupráci s Rim'K, RK, Zola a Lefa. Také se podílel na hudebním projevu marseillského rapu 13'Organisé. Objevil se na čtyřech titulech, přičemž singl Bande organisée dosáhl velkého úspěchu. Po zveřejnění videoklipu v srpnu 2020 se píseň vyšplhala do Top 100 celosvětových skladeb platformy Spotify. Píseň také pokořila francouzský rekord v nejrychlejším dosáhnutí 100 milionů zhlédnutí na Youtube.

### JVLIVS II (2021)
19. března 2021 vydal SCH své 5. studiové album, JVLIVS II, jako druhou část trilogie. První singl, Marché Noir, byl zveřejněn 4. února následovaný 15. března druhým singlem Loup Noir. Během první týdne od vydání alba bylo prodáno na 63 851 kusů, což je nejvíce v rapperově kariéře.
V listopadu 2021 se podílel na projektu Le Classico organisé. Objevil se ve stejnojmenném videoklipu.
O pár dní později SCH oznámil své turné JVLIVS TOUR 2022 po Francii. Vystupoval zejména v koncertním sále Zénith de Paris, Accor Arena v Paříži a Stade Vélodrome v Marseilli.
V roce 2020 se stal členem poroty francouzské verze amerického pořadu Rhythm + Flow, pojmenované Nouvelle École. V prvních dvou dílech má na starosti konkurzy ve městě Marseille, další dva díly se pak odehrávají v Paříži za přítomnosti ostatních porotců, kteří se pomocí různých cvičení (freestyle, battle, ...) vybírají z kandidátů ty, kteří postoupí dál.

### Autobahn (2022)
18. listopadu 2022 zveřejnil svou druhou mixtape nazvanou Autobahn. Během tří dní se prodalo na 16 206 kusů.